# Green Bay Packers 1930
La stagione 1930 dei Green Bay Packers è stata la decima della franchigia nella National Football League. La squadra, allenata da Curly Lambeau, ebbe un record di 10-3-1, terminando prima in classifica e vincendo il secondo titolo consecutivo.

## Calendario
| Stagione regolare |                   |                             |           |
| Gara              | Data              | Avversario                  | Risultato |
| 1                 | 21 settembre 1930 | Chicago Cardinals           | V 14–0    |
| 2                 | 28 settembre 1930 | Chicago Bears               | V 7–0     |
| 3                 | 5 ottobre 1930    | New York Giants             | V 14–7    |
| 4                 | 12 ottobre 1930   | Frankford Yellow Jackets    | V 27–12   |
| 5                 | 19 ottobre 1930   | at Minneapolis Red Jackets  | V 13–0    |
| 6                 | 26 ottobre 1930   | Minneapolis Red Jackets     | V 19–0    |
| 7                 | 2 novembre 1930   | Portsmouth Spartans         | V 47–13   |
| 8                 | 9 novembre 1930   | at Chicago Bears            | V 13–12   |
| 9                 | 16 novembre 1930  | at Chicago Cardinals        | S 13–6    |
| 10                | 23 novembre 1930  | at New York Giants          | S 13–6    |
| 11                | 27 novembre 1930  | at Frankford Yellow Jackets | V 25–7    |
| 12                | 30 novembre 1930  | at Staten Island Stapletons | V 37–7    |
| 13                | 7 dicembre 1930   | at Chicago Bears            | S 21–0    |
| 14                | 14 dicembre 1930  | at Portsmouth Spartans      | P 6–6     |

## Classifiche
| Classifica NFL           |    |    |   |      |     |     |     |
|                          | V  | S  | P | %    | PF  | PS  | STR |
| Green Bay Packers        | 10 | 3  | 1 | .769 | 234 | 111 | P1  |
| New York Giants          | 13 | 4  | 0 | .765 | 308 | 98  | S1  |
| Chicago Bears            | 9  | 4  | 1 | .692 | 169 | 71  | V5  |
| Brooklyn Dodgers         | 7  | 4  | 1 | .636 | 154 | 59  | S1  |
| Providence Steam Roller  | 6  | 4  | 1 | .600 | 90  | 125 | S1  |
| Staten Island Stapletons | 5  | 5  | 2 | .500 | 95  | 112 | S1  |
| Chicago Cardinals        | 5  | 6  | 2 | .455 | 128 | 132 | S1  |
| Portsmouth Spartans      | 5  | 6  | 3 | .455 | 176 | 161 | P1  |
| Frankford Yellow Jackets | 4  | 13 | 1 | .235 | 113 | 321 | P1  |
| Minneapolis Red Jackets  | 1  | 7  | 1 | .125 | 27  | 165 | S6  |
| Newark Tornadoes         | 1  | 10 | 1 | .091 | 51  | 190 | S6  |

Note:
- I pareggi non venivano conteggiati ai fini della classifica fino al 1972.[2]